# La Salud (Michoacán)
La Salud es una localidad del estado mexicano de Michoacán. Es parte del municipio de Angangueo.

## Demografía
| Gráfica de evolución demográfica |
|                                  |

| Censo | Población |
| ----- | --------- |
| 1960  | 187       |
| 1970  | 292       |
| 1980  | 387       |
| 1990  | 586       |
| 2000  | 707       |
| 2010  | 891       |
| 2020  | 1 018     |